# Свиблова, Ольга Львовна
Ольга Львовна Сви́блова (род. 6 июня 1953, Москва) — советский и российский искусствовед, кинорежиссёр-документалист, доктор философии, профессор. Инициатор создания и директор Московского дома фотографии (ныне — «Мультимедиа-Арт-музей»).
Академик РАХ (с 2012). Заслуженный деятель искусств Российской Федерации (2018). Член Союза художников России.
В 2011 году вошла в международный рейтинг 100 самых влиятельных людей в мире искусства по версии издания Le journal des Arts, заняв 97-е место. Постоянно включается в топ-50 самых влиятельных лиц в российском искусстве, который составляет журнал «Артхроника» (в 2012 году занимала 2-ю позицию в рейтинге).

## Биография
Родилась в интеллигентной московской семье: отец — инженер Курчатовского института, мать — университетский преподаватель немецкого языка.
Ольга и родители жили в коммунальной квартире, и летом 1957 года девочка переболела костно-суставным туберкулёзом, который сопровождался слабостью конечностей: она с трудом передвигалась. Последствия заболевания были преодолены упорными физическими упражнениями и спортивными занятиями.
Окончила 444 физико-математическую школу. Поступив на биологический факультет МГУ, после третьего курса прервала обучение и поступила на психологический (выпускница 1978 года). В 1987 году окончила аспирантуру факультета (без защиты диссертации).
С 1984 года является куратором многочисленных художественных и фотовыставок, в том числе, зарубежных.
С 1986 года снимает фильмы об искусстве (режиссёр, автор сценария); четыре ленты получили награды международных фестивалей документального кино.
В 1996 году стала инициатором создания Московского Дома фотографии, который со временем превратился в крупный музейно-выставочный комплекс, ныне известный как «Мультимедиа Арт Музей». Основатель и художественный директор Международной фотобиеннале в Москве (1996) и конкурса «Серебряная камера». Была художественным директором международных фестивалей «Москва глазами русских и зарубежных фотографов» (1997) и «Спорт в фотографии» (1998). Является организатором и художественным директором Московского Международного фестиваля «Мода и стиль в фотографии» который проводится один раз два года, начиная с 1999 года.
В 2006 году на базе Мультимедиа Арт Музея была открыта Московская школа фотографии и мультимедиа имени Родченко. Это первое учебное заведение в России, которое начало вести профессиональную подготовку по этим дисциплинам.

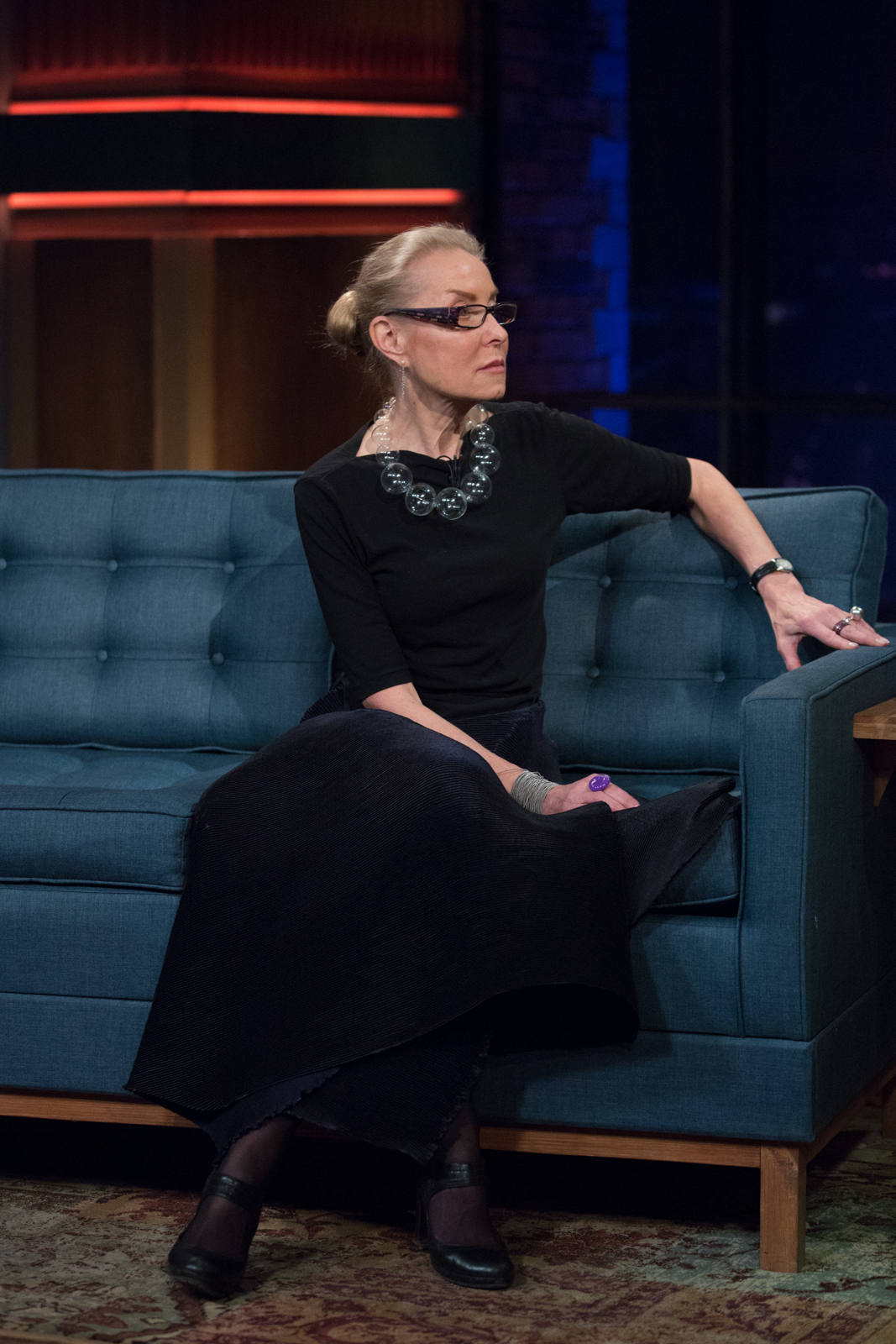
Ольга Свиблова в программе «Вечерний Ургант» на Первом канале

В 2007 и 2009 годах была куратором Российского павильона 52-й и 53-й Венецианской биеннале современного искусства.
Член Российской академии художеств и Общественной палаты РФ.
В 2016 году стала куратором выставки «Коллекция! Современное искусство в СССР и России 1950—2000: уникальный дар музею» в Парижском Центре Помпиду.
По инициативе Свибловой были созданы проекты, которые совмещали в себе разные виды искусств: фото, кино, видео, цифровых технологий и другие. Благодаря инновационным программам «Мультимедиа Арт Музей» стал популярным культурным кластером среди молодежи от 17 до 35 лет.

## Фильмография
Режиссёр и автор сценария
- 1986 — «Архитектор Мельников»[4]
- 1987 — «Кривоарбатский переулок, 12» (приз на фестивале документального кино об архитектуре в Лозанне).
- 1988 — «Чёрный квадрат» (реж. И. Пастернак, сцен. О. Свиблова) — фильм о русском андеграундном искусстве с 1953 по 1988 г.[4] (приз парижской критики на фестивале в Каннах, «Золотая пластина» — главный приз фестиваля документального кино в Чикаго, первый приз на фестивале документального кино в Бомбее, Первый приз на I Всесоюзном фестивале документального кино)[14].
- 1991 — «В поисках счастливого конца», фильм о современном русском искусстве 1988—1991 гг. (первый приз на конкурсе документальных фильмов в Центре Помпиду).
- 1995 — «Дина Верни» (приз кинофестиваля ЮНЕСКО в Париже).

## Проекты
Куратор, сокуратор и координатор

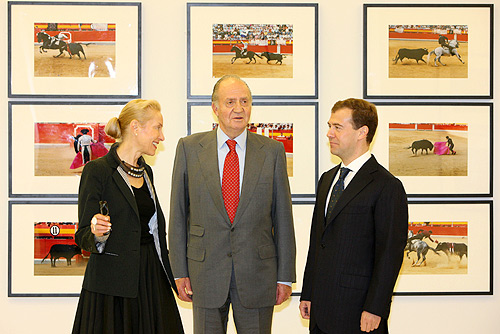
Свиблова Ольга, Король Испании Хуан Карлос I и Президент Российской Федерации Дмитрий Медведев в Московском доме фотографии

- 1984 г. — куратор однодневных художественных выставок молодёжного современного искусства в выставочном зале Московского Союза художников на Кузнецком Мосту;
- 1987 г. — куратор кино- и поэтических программ в рамках 17 молодёжной выставки на Кузнецком Мосту;
- 1988 г. — куратор 1-го фестиваля русского авангардного искусства в Финляндии и выставки «Три поколения семьи Родченко», Иматра, Финляндия[8];
- 1988 г. — «Игорь Ганиковский», галерея Julia Tokaer, Париж; «Евгений Дыбский», галерея «Кай Форсблом», Хельсинки; «Игорь Ганиковский», галерея «Пелин», Хельсинки; приглашенный профессор Королевской академии, Амстердам;
- 1989 г. — выставка исландских художников, Музей декоративно-прикладного искусства, Москва; выставка российских художников на Международном фестивале современного искусства в Глазго; «Ирина Затуловская», галерея «Кай Форсблом», Хельсинки; «Захар Шерман», галерея «Пелин», Хельсинки; «Сергей Шутов», галерея «Кай Форсблом», Хельсинки;
- 1990 г. — выставка русских художников в Национальной галерее Исландии, Рейкьявик; выставка украинских художников, галерея «Кай Форсблом», Хельсинки; выставка грузинских абстракционистов, галерея «Кай Форсблом», Хельсинки; «Франсиско Инфанте», галерея «Кай Форсблом», Хельсинки; «Искусство как деньги, деньги как искусство», Всемирный экономический форум, Давос, Швейцария;
- 1991 г. — куратор корпоративной коллекции РИНАКО; «Common Land» / «Общая земля», совместный англо-российский проект в шести музеях Великобритании: Peterborough Museum, Art Gallery; Aberdeen Art Gallery; Grundy Art Gallery; Wakefield Museum and Art Gallery; York City Art Gallery; Salford Museum and Art Gallery; Usher Gallery; создание и общее художественное руководство творческими мастерскими в Трёхпрудном переулке, старт программы «Искусство как удовольствие, удовольствие как искусство»: программа существовала в течение двух лет, и каждый четверг открывалась новая выставка; «Искусство как власть, власть как искусство», выставка современных российских художников, ЦДХ, Москва; «Дональд Джадд», Выставочный зал Фонда Культуры, Москва;
- 1992 г. — выставка современного русского искусства, Caisse des Depots et Consignations, Париж; «Валерий Кошляков», Центр современного искусства La Base, Париж;
- 1993 г. — выставка корпоративных коллекций международного современного искусства Caisse des Depots et Consignations, ЦДХ, Москва; «Франсиско Инфанте», Центр современного искусства La Base, Париж; «Анатолий Журавлев», Центр современного искусства La Base, Париж;
- 1994 г. — «Мария Серебрякова», Центр современного искусства La Base, Париж; «Олег Васильев», Центр современного искусства La Base, Париж; групповая выставка современного русского искусства, Центр современного искусства La Base, Париж;
- 1995 г. — «Игорь Шелковский», Центр современного искусства La Base, Париж;
- 1996 г. — «Исламский проект» группы AES+F, галерея La Base, Париж; групповая выставка современных российских фотографов, Центр современного искусства La Base, Париж;
- 1997 г. — «Фотографии Александра Гринберга 1920—1930-х гг.», галерея «Черный квадрат», Париж; «Фотографии Юрия Еремина 1920—1930-х гг.», галерея «Черный квадрат», Париж; «Александр Викторов», галерея «Черный квадрат», Париж; арт-директор и куратор фестиваля «Москва глазами русских и зарубежных фотографов», 72 выставки, Москва;
- 1998 г. — «Фотографии Макса Пенсона 1920—1930-х гг.», галерея «Черный квадрат», Париж; «Фотографии Михаила Дмитриева конца XIX — начала XX века», галерея «Черный квадрат», Париж; «Игорь Мухин», галерея «Черный квадрат», Париж; «Ольга Чернышева», галерея «Черный квадрат», Париж; «История Москвы в фотографиях», Musée Carnavalet — Musée de l’Histoire de Paris, Париж; «Советская фотография — зеркало своего времени», выставочный зал Pavilion des Arts, Париж;
- 2000 г. — «Советская фотография — зеркало своего времени. 1917—1991 гг.», художественный музей Хельсинки
- 2002 г. — «Фотопровокации» Сергея Чиликова, фестиваль «Международные фотографические встречи в Арле»; «Макс Пенсон. Ретроспектива», «Международный месяц фотографии в Париже», выставочный зал Исторической Библиотеки, Париж; «Новый стиль в русской фотографии», «Международный месяц фотографии в Париже», выставочные залы Национального Архива, Париж; «От пикториализма и модернизма — к соцреализму. Советская фотография 1920—1930-х гг.», Музей истории, Вена;
- 2003 г. — «Новое начало / Современное искусство из Москвы», Кунстхалле, Дюссельдорф; «Сергей Чиликов», «Международный месяц фотографии», Рим «Русская фотография. Ретроспектива», Арт-музей, Рейкьявик; «Современная российская фотография. 1991—2003 гг.», Франкфурт-на-Майне;
- 2004 г. — «Советская фотография 1920—1930-х гг.», Фотомузей Винтертура, Винтертур;
- 2005 г. — «Тихое сопротивление. Русский пикториализм. 1900—1930-е», Fondazione Scientifica Querini Stampalia Onlus, Венеция; «Александр Родченко. Московские открытки» в рамках «Европейского месяца фотографии», Еврейский музей, Вена; «Дмитрий Бальтерманц. Ретроспектива», Европейский Дом фотографии, Париж; «Street, Art and Fashion» в рамках фестиваля EUROPALIA.RUSSIA 2005, Фотомузей Антверпена, Антверпен; «Русский взгляд на Европу» в рамках фестиваля EUROPALIA.RUSSIA 2005, Брюссель; Фотографический раздел выставки «Авангард. До и после» в рамках фестиваля EUROPALIA.RUSSIA 2005, Дворец изящных искусств, Брюссель; «Вторжение» в рамках 1-й Московской биеннале современного искусства, Москва;
- 2006 г. — «Визуальное оружие. Советский фотомонтаж 1917—1953», Пассаж де Ретц, Париж;
- 2007 г. — «Макс Пенсон. Ретроспектива» в рамках фестиваля «ACT 2006. Новое русское искусство в Лондоне», The Gilbert Collection, Somerset House, Лондон; «Рай безгорестный…» группы AES+F, Пассаж де Ретц, Париж; «Александр Родченко. Революционный взгляд», Musee d’art moderne de la ville de Paris, Париж; Российский павильон 52-й Венецианской биеннале современного искусства (художники — Юлия Мильнер, Александр Пономарев, Андрей Бартенев, Арсений Мещеряков, группа «AES+F»), Венеция;
- 2008 г. — «Рай безгорестный…» группы AES+F, MACRO, Рим; «Виза в Россию: земля и душа» Марка Виноградова, Пассаж де Ретц, Париж; «Александр Родченко», Hayward Gallery, Лондон; «Александр Родченко», Мартин-Гропиус-Бау, Берлин; «Тихое сопротивление. Русский пикториализм 1900—1930-х», в рамках российско-латвийских сезонов, Музей декоративно-прикладного искусства Латвии, Рига; «Тихое сопротивление. Русский пикториализм 1900—1930-х», Музей современного искусства, Стамбул; «Фотомонтаж в СССР. 1920—1950-е гг.», Фотомузей на Канарских островах, Тенерифе;
- 2009 г. — куратор Российского павильона 53-й Венецианской биеннале современного искусства (художники: Павел Пепперштейн, Ирина Корина, Сергей Шеховцов, Георгий Острецов, Анатолий Журавлев, Алексей Каллима, Андрей Молодкин), Венеция[12].
- 2016 г. — куратор выставки «КОЛЛЕКЦИЯ! Современное искусство в СССР и России 1950—2000: уникальный дар музею», дар Центру Помпиду от группы отечественных коллекционеров, собранных под эгидой Благотворительного фонда Владимира Потанина, Центр Помпиду, Париж 2016 г; куратор выставки «Русский космос» в Мультимедиа Арт Музее, Москва[15][16][17].
- 2017 г. — куратор выставок «Россия и „Известия“: 100 лет вместе»[18]; «Сара Мун. Смена состояний»[19]; «Том Вуд. Британия 80-х»[20]; «Артель „Царь Горы“: Юрий Альберт, Паруйр Давтян, Виктор Скерсис, Андрей Филиппов»[21] в Мультимедиа Арт Музее, Москва.
- 2018 г. — сокуратор выставок «Всеволод Тарасевич. Ретроспектива»[22]; «Миммо Йодиче. Трансформация взгляда» в рамках программы «Классики российской фотографии» и фестиваля «Фотобиеннале 2018»[23]; «Ивата Накаяма. Модернизм в японской фотографии», коллекция Фонда Иваты Накаямы, представлено Художественным музеем префектуры Хёго в рамках «Фотобиеннале 2018» и Года Японии в России[24]; «Грациано Аричи. Венеция. Мировая культура в лицах» в центре культуры и отдыха «Победа», Новосибирск с поддержкой организации посольства Италии в Республике Казахстан и Национального музея Республики Казахстан в рамках года Италии в Казахстане[25]; куратор «Оскар Рабин. Hommage», Мультимедиа Арт музей, Москва[26].
- 2019 г. — куратор выставок «Allegoria Sacra», третий по счету проект группы AES+F после «Последнего восстания» и «Пира Трималхиона», показанных на Венецианской биеннале в 2007 и 2009 годах[27]; «Александр Родченко. Революция в фотографии» в музее Искусств и Ремесел, Загреб, Хорватия при поддержке Министерства культуры РФ и Итальянского института культуры в Москве[28]; сокуратор совместно с Анной Зайцевой «Владимир Янкилевский. Героический монумент», соорганизатором выставки стал Международный культурный фонд Breus Foundation[29]; «Франциско Инфанте и Нонна Горюнова. Метафора, метафизика, метаморфоза»[30]; «Лучо Фонтана. Ретроспектива», сокуратор Елена Джеуна в коллаборации с Фондом Лучо Фонтаны[31].
- 2020 г. — сокуратор выставки совместно с Еленой Мисаланди «Первоцвет. Ранний цвет в русской фотографии» в Объединении ВЗ Москвы «Галерея „Загорье“» при поддержке министерства культуры Российской Федерации, правительства Москвы, департамент культуры города Москвы и Мультимедиа Арт музея, Москва / Музей «Московский Дом фотографии»[32].
- 2021 г. — куратор выставки «Юлия Майорова. Режим тишины»[33][34][35][36]; сокуратор выставок «Тень души, но заостренней чуть»; «Ольга Мичи. Уязвимые?» с Марией Лавровой в рамках XII Московской Международной биеннале «Мода и стиль в фотографии-2021»[37]; консультант выставки «Никита Алексеев. Ближе к смыслу»[38].

## Семья
Первый муж (1971 год), брак просуществовал 3 месяца.
Второй муж (с 1972 года) — Алексей Максимович Парщиков (1954—2009), русский поэт, видный представитель метареализма русской поэзии 1980-х годов. Похоронен в Кёльне (Германия), на кладбище Мелатен. Брак продолжался 18 лет.
- Сын — Тимофей Алексеевич Парщиков (род. 1983), фотограф[5].

Третий муж (с 1991 по 2014) — Оливье Моран (1943—2014), французский предприниматель, владелец страховой компании и директор выставочного центра La Base (Париж).

## Награды
- Медаль мэрии Парижа «За вклад в сотрудничество России и Франции в области культуры» (середина 1990-х)[8]
- Медаль «В память 850-летия Москвы» (1997)
- Почётная грамота Московской Городской Думы (1998)
- Медаль г. Москвы «Всемирные Юношеские Игры в Москве» (1998)
- Золотая медаль г. Парижа (1999)
- Медаль ордена «За заслуги перед Отечеством» II степени (18 ноября 2000 года) — за многолетнюю плодотворную деятельность в области культуры и искусства, большой вклад в укрепление дружбы и сотрудничества между народами[41]
- Почётная грамота Правительства Москвы (6 июня 2003 года) — за большой личный вклад в пропаганду и развитие отечественного фотоискусства и в связи с юбилеем[42]
- Орден Академических пальм (Франция, 2005)
- Премия в области современного искусства «Инновация» в номинации «Лучший кураторский проект» (2005)
- Лауреат Национальной премии общественного признания достижений женщин «Олимпия» Российской Академии бизнеса и предпринимательства[43] (2005)
- Орден Дружбы (27 июня 2007 года) — за заслуги в области культуры и искусства, многолетнюю плодотворную деятельность[44]
- Кавалер Ордена Почётного Легиона (Франция, 2008)
- Кавалер Орден «За заслуги» (Франция, 2009)[45]
- Почетная премия «За вклад в области культуры» имени Витторио де Сика (Италия, 2011)
- Орден «За заслуги перед Итальянской Республикой» степени Командора (Италия, 27 декабря 2011 года)[46]
- Офицер Ордена Почётного Легиона (Франция, 2017)[47]
- Заслуженный деятель искусств Российской Федерации (30 мая 2018 года) — за большой вклад в развитие отечественной культуры и искусства, средств массовой информации, многолетнюю плодотворную деятельность[48].